# La novia (nummer)
"La novia" ("The Wedding") is een nummer van Joaquin Prieto en opgenomen op single door de Engelse zangeres Julie Rogers in 1964. Het werd door Fred Jay uit het Spaans in het Engels vertaald.

## Tracklist

### 7" Single
Mercury 131 150 MCF [de] (1965)
1. The Wedding
2. The Love of a Boy

## Hitnoteringen
| The Wedding                | The Wedding           | The Wedding | The Wedding | The Wedding | The Wedding | The Wedding | The Wedding | The Wedding | The Wedding | The Wedding | The Wedding | The Wedding | The Wedding | The Wedding | The Wedding      |
| Hitlijst                   | Datum van binnenkomst | Week:       | 1           | 2           | 3           | 4           | 5           | 6           | 7           | 8           | 9           | 10          | 11          | 12          | Laatste notering |
| -------------------------- | --------------------- | ----------- | ----------- | ----------- | ----------- | ----------- | ----------- | ----------- | ----------- | ----------- | ----------- | ----------- | ----------- | ----------- | ---------------- |
| Tijd voor Teenagers Top 10 | 12-12-1964            | Positie:    | 10          | 9           | 6           | 2           | 6           | 8           | 7           | 9           | 9           | 10          |             |             | 13-02-1965       |
| Nederlandse Top 40         | 02-01-1965            | Positie:    | 9           | 10          | 11          | 10          | 10          | 11          | 11          | 14          | 12          | 15          | 17          | 20          | 20-03-1965       |

### NPO Radio 2 Top 2000
| Nummer met noteringen in de NPO Radio 2 Top 2000 | '99  | '00-'04 | '05 |
| ------------------------------------------------ | ---- | ------- | --- |
| The Wedding                                      | 1984 | -       | 583 |

1. ↑  Een '-' betekent dat het nummer niet was genoteerd en een vetgedrukt getal geeft de hoogste notering aan.
2. ↑  Deze tabel is bijgewerkt tot en met de laatste editie (2024).